# Memorie per la storia del giacobinismo
Le Memorie per la storia del giacobinismo (in francese Mémoires pour servir à l'histoire du jacobinisme) sono un trattato storico-politico scritto dal gesuita francese Augustin Barruel. Furono pubblicate in francese tra il 1797 e il 1798 e tradotte in inglese l'anno seguente.
Barruel si prefigge lo scopo di dimostrare, tramite un'ampia documentazione fondata su prove inconfutabili, che la rivoluzione francese è stata l'esito di un complotto studiato e preparato fin nei minimi particolari dai Philosophes e dalla massoneria. Il sistema creato dalla massoneria sarebbe stato in seguito ereditato dai giacobini, che lo avrebbero portato alle estreme conseguenze. Le Mémoires pour servir à l'histoire du Jacobinisme presentano la Rivoluzione come il culmine di una lunga storia di sovversione. Barruel non fu il primo ad avanzare questa ipotesi, ma fu il primo a basarla su una ricostruzione storica di ampio respiro, corredata da un apparato di prove senza precedenti. I primi tre volumi dell'opera trattano separatamente ciascuno dei vari personaggi che avrebbero contribuito alla cospirazione. Il quarto volume descrive il ruolo dei giacobini nella rivoluzione francese. Le Mémoires sono un importante esempio di quella pubblicistica anti-illuminista che ebbe larga diffusione in Europa durante il periodo rivoluzionario e sono considerate una pietra miliare dell'interpretazione conservatrice della rivoluzione francese. Fin dalla loro pubblicazione riscossero un enorme successo e furono recensite dalle più importanti riviste letterarie e politiche del tempo. I quattro volumi vennero pubblicati in varie lingue e diedero origine ad un dibattito sull'influenza dei Philosophes, delle loro idee e dell'Illuminismo in generale sulla Rivoluzione Francese. Furono ripubblicate fino al XX secolo e contribuirono al dibattito sull'interpretazione storica della fine del settecento francese. Il successo dell'opera di Barruel testimonia dell'ampia diffusione di teorie anti-illuministe subito dopo lo scoppio della Rivoluzione. La ricostruzione di Barruel era destinata ad influenzare tutta la storiografia successiva. Il testo contribuì a stabilire uno stretto legame tra l'Illuminismo e la Rivoluzione, connessione che rimane tutt'oggi argomento di dibattito in sede storiografica.

## Contesto storico
Augustin Barruel (1741–1820) entrò nella Compagnia di Gesù nel 1756. Nel 1762 fu costretto a lasciare la Francia a causa del clima ostile ai Gesuiti, e tornò in patria solo nel 1773. Gli sviluppi della rivoluzione lo costrinsero a lasciare nuovamente il paese nel 1792 e a rifugiarsi in Inghilterra. La sua ostilità nei confronti dei Philosophes era maturata ben prima del 1789, e Barruel era stato parte del comitato di redazione della famosa rivista anti-illuminista Année littéraire decenni prima della Rivoluzione. Nel 1797, mentre era in esilio a Londra, diede alle stampe il primo volume delle Mémoires. Il libro fu pubblicato in francese da una casa editrice al numero 128 di Wardour Street, Oxford Street, Londra. L'edizione inglese fu pubblicata lo stesso anno e ottenne rapidamente un grande successo commerciale. L'opera, composta di più volumi, ebbe quattro successive edizioni francesi tra il 1797 e il 1799 e fu tradotta in inglese, tedesco, italiano, spagnolo, svedese e russo. Ulteriori edizioni furono pubblicate a Londra, Amburgo, Augusta, Lussemburgo, San Pietroburgo, Dublino, Napoli e Roma prima della caduta di Napoleone.

## Sinossi

### Descrizione dell'opera
Nel Discorso preliminare, Barruel distingue tre forme di cospirazione: "la cospirazione dell'empietà" contro Dio e il Cristianesimo, la "cospirazione della ribellione" contro i re e i sovrani, e "la cospirazione dell'anarchia" contro la società nel suo complesso. L'autore definisce la fine del XVIII secolo "una catena ininterrotta di astuzie, artifici e seduzioni", finalizzate al "rovesciamento dell'altare, alla rovina del trono e alla dissoluzione di tutta la società civile".
Il primo volume esamina la cospirazione anti-cristiana iniziata nel 1728, anno in cui, secondo Barruel, Voltaire "consacrò la sua vita all'annientamento del cristianesimo". Barruel vaglia attentamente gli scritti dei principali autori illuministi e rileva gli stretti legami tra la filosofia dei Lumi e le persecuzioni anti-cristiane del periodo rivoluzionario. Dimostra che i Philosophes hanno ideato un linguaggio e un modo di pensare nuovi da usare nella battaglia ideologica contro il Cristianesimo e l'ordine sociale. Usando termini dal significato generico e vago, il gruppo era riuscito a far passare per «sublimi» idee rovinose; così i «principes vagues et insensés d'égalité, de liberté» non sono che meri nomi, dietro cui si nascondono, in realtà, l'orgoglio e la ribellione. Barruel afferma che i sostenitori dell'Illuminismo hanno intenzionalmente ingannato il popolo, e si riferisce ai Philosophes chiamandoli "gli scrittori di questa setta che, lungi dall'illuminare il popolo, contribuiscono solo a portarlo sulla strada dell'errore". Secondo Barruel Voltaire, d'Alembert, Diderot e Federico II di Prussia, avevano pianificato gli eventi che avevano portato alla Rivoluzione francese, dando inizio a una vera e propria "guerra sotterranea" finalizzata a distruggere il Cristianesimo una volta per tutte. L'influenza dei Philosophes non poteva e non doveva essere sottovalutata. Secondo Barruel erano stati proprio i Philosophes a creare il quadro intellettuale che aveva messo in moto la cospirazione e a plasmare l'ideologia delle società segrete. Barruel si dimostra un ottimo conoscitore degli scritti degli autori illuministi e le sue citazioni dirette ed estese dimostrano una profonda conoscenza delle loro opinioni. Un fatto, questo, insolito tra i polemisti anti-illuministi, che raramente si davano pensiero di leggere le opere degli autori che mettevano sotto accusa. Barruel credeva che i Philosophes rivestissero il ruolo dei "cattivi", capaci di sedurre il popolo, spianando la strada all'Illuminismo e - successivamente - ai moti rivoluzionari.
Il secondo volume si concentra sulla cospirazione anti-monarchica guidata da Jean-Jacques Rousseau e dal Barone de Montesquieu. Questi cospiratori miravano a distruggere le monarchie legittime con il pretesto di portare "indipendenza e libertà". Barruel analizza e critica Lo spirito delle leggi di Montesquieu e Il contratto sociale di Rousseau, giungendo alla conclusione che l'applicazione delle idee espresse in queste due opere "ha dato origine a quello spirito inquieto che ha voluto indagare sui diritti dei sovrani, sui limiti della loro autorità e sui presunti diritti dell'uomo libero, senza i quali ogni suddito è bollato come uno schiavo - e ogni re come un despota". Barruel era convinto che l'influenza dei due filosofi fosse stata un fattore necessario e determinante per l'attuazione della rivoluzione francese. Insieme a Voltaire, sia Rousseau che Montesquieu erano stati sepolti nel Pantheon e omaggiati come "padri della rivoluzione". Secondo Barruel i due filosofi avevano esercitato un'influenza duratura: il loro spirito era sopravvissuto attraverso i loro scritti e aveva diffuso quei sentimenti anti-monarchici sfociati nel giacobinismo rivoluzionario. La distruzione delle monarchie in Europa aveva portato al definitivo trionfo dei giacobini, che avevano schiacciato "sotto i loro piedi gli altari e i troni in nome di quell'uguaglianza e di quella libertà che induce i popoli ai disastri della rivoluzione e agli orrori dell'anarchia". Barruel equipara il rifiuto della monarchia ad un rifiuto di qualsiasi tipo di ordine e di governo. Di conseguenza, la battaglia condotta contro la monarchia in nome dei principi di uguaglianza e libertà è una guerra contro tutti i governi e le società civili. Barruel pone così i suoi lettori di fronte ad una scelta drastica tra la monarchia e il "regno dell'anarchia e della libertà assoluta".
Il terzo volume delle Mémoires affronta la cospirazione antisociale, il vero obiettivo dei massoni e degli illuminati. I Philosophes con la loro offensiva contro il trono e l'altare avevano aperto la strada alla cospirazione guidata dalle società segrete. Barruel credeva che illuminati e massoni costituissero un'unica setta con più di 300.000 membri "tutti fanatici sostenitori della Rivoluzione, pronti ad alzarsi al primo segnale e a dare la scossa alle altre classi del popolo". Dopo aver esaminato approfonditamente la storia della massoneria Barruel arriva alla conclusione che i suoi misteri superiori sono sempre stati di natura atea e repubblicana. Barruel credeva che i massoni avessero mantenuto segreti per decenni i loro obiettivi e le loro parole d'ordine, ma che il 12 agosto 1792, due giorni dopo la caduta della monarchia francese, li avessero proclamati apertamente per le strade di Parigi. Le parole segrete erano Libertà, Uguaglianza, Fratellanza e lo scopo segreto era il rovesciamento della monarchia francese e l'istituzione della repubblica. Barruel sosteneva di averli sentiti pronunciare queste parole in Francia, ma che in altri paesi i massoni continuavano ad operare nella piena segretezza e clandestinità. La divisione del gruppo in numerose logge aveva permesso, nel caso in cui i segreti di una loggia fossero stati scoperti, che gli altri rimanessero nascosti. Questo sistema è descritto nel dettaglio da Barruel nel capitolo dedicato all'Ordine degli Illuminati. Anche dopo che Johann Adam Weishaupt, il capo della setta, era stato scoperto e processato in tribunale, gli inquirenti non erano riusciti a comprendere l'influenza mondiale degli Illuminati e non avevano preso provvedimenti contro il gruppo. Grazie a questa organizzazione la maggioranza delle società segrete era riuscita a sopravvivere e a continuare la propria attività. Gli Illuminati avevano il compito di radicalizzare il movimento contro il trono e l'altare ed erano riusciti ad indurre larghe fasce della popolazione a sottoscrivere i loro principi segreti.
Secondo Barruel, gli obiettivi finali della coalizione di Philosophes, massoni e illuminati erano stati realizzati dai giacobini. Questo club era formato dagli adepti delle tre sette, quella dell'empietà, quella della ribellione e quella dell'anarchia, coalizzati per attuare il loro programma radicale. La loro filosofia e le loro azioni furono il culmine della cospirazione in quanto volevano porre fine alla monarchia e alla Chiesa. Barruel credeva che l'unica differenza tra i giacobini e i loro precursori fosse che i giacobini avevano effettivamente abbattuto la Chiesa e il trono ed erano stati in grado di realizzare i loro obiettivi fondamentali, mentre i loro precursori avevano progettato di realizzarli senza avere successo.

### LeMémoirese la rivoluzione francese
Secondo Barruel, la prima grande offensiva dell'Illuminismo avvenne durante la Rivoluzione Francese. Molti ritenevano l'Illuminismo inestricabilmente connesso alla Rivoluzione che ne era seguita. Tale presunto collegamento era stato all'origine di un'esplosione di letteratura ostile all'Illuminismo. Quando i leader della Rivoluzione canonizzarono Voltaire e Rousseau, mettendo i temi della ragione, del progresso, dell'anticlericalismo e dell'emancipazione al centro del vocabolario rivoluzionario, crearono un legame tale tra i due fenomeni che - da allora in avanti - qualsiasi attacco contro la Rivoluzione avrebbe inevitabilmente accresciuto l'opposizione all'Illuminismo. L'avvento di ciò che Graeme Garrard ha chiamato la "tesi della continuità" tra Illuminismo e Rivoluzione - la convinzione che i due fenomeni siano stati connessi in modo intrinseco, come causa ed effetto - si rivelò dannosa per l'Illuminismo stesso.
Barruel non considera la rivoluzione una rivolta popolare spontanea, frutto di una volontà generale per molto tempo repressa, ma l'opera di una minoranza coesa che ha usato la forza e il terrore per imporre la propria volontà su una popolazione innocente e ignara. Barruel credeva fermamente che la Rivoluzione fosse stata causata e sobillata da Voltaire, Rousseau e dagli altri Philosophes che avevano cospirato con le società segrete per distruggere il Cattolicesimo e la monarchia in Francia. Secondo Barruel gli scritti dei Philosophes avevano esercitato una grande influenza su coloro che avrebbero guidato la Rivoluzione e Voltaire e i suoi seguaci erano i responsabili della formazione dei rivoluzionari. Fu dai seguaci dei Philosophes "che presero le mosse i ministri rivoluzionari Necker e Turgot, e da questa classe sorsero i grandi agenti della rivoluzione, i Mirabeau, i Sieyès, i Laclos, i Condorcet, i campioni della rivoluzione i Brissot, gli Champfort, i Garat e gli Chenier; i macellai della rivoluzione, i Carras, i Fréron, i Marat".

### L'Enciclopedia

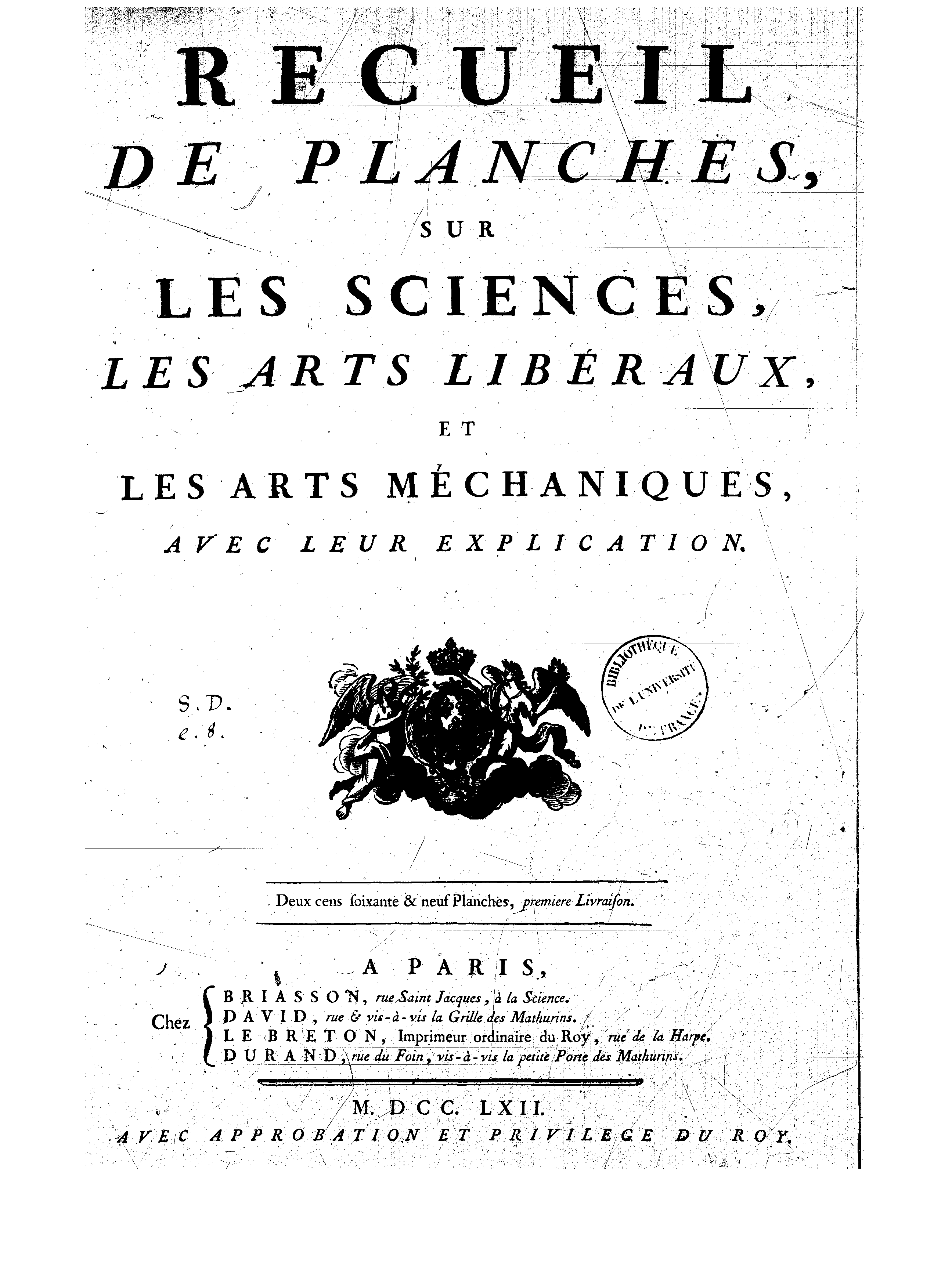
Prima pagina del volume 1 dell'Encyclopédie.

Secondo Barruel l'Encyclopédie era un progetto massonico. Barruel riteneva che le opere dei Philosophes avessero come unico scopo quello di disseminare per tutta Europa le loro idee sovversive e che l'Encyclopédie avesse ricoperto un ruolo particolarmente importante nel conseguimento di questo obiettivo. L'Encyclopédie era stata solo il primo passo nella diffusione delle nuove idee in tutto il mondo e aveva permesso di far circolare ampiamente scritti empi e anti-monarchici. In questo modo aveva contribuito a creare un movimento di massa ostile alla Chiesa e all'ordine tradizionale. Barruel credeva che i cospiratori avessero tentato in ogni modo di "impregnare le menti del popolo con lo spirito dell'insurrezione e della rivolta" e di promuovere il radicalismo tra tutti i membri della società. Questo era, secondo Barruel, il vero obiettivo che si nascondeva dietro l'Encyclopédie, "un grande emporio di tutti i sofismi, gli errori o le calunnie mai inventate contro la religione". L'Encyclopédie conteneva "le più dissolute ed empie produzioni di Voltaire, Diderot, Boulanger, La Mettrie e di altri deisti o atei dell'epoca, e questo con il falso pretesto di diffondere la luce tra le tenebre dell'ignoranza". Barruel credeva che i volumi dell'Encyclopédie fossero stati un prezioso strumento per plasmare le idee degli intellettuali e creare un'opinione pubblica ostile al cristianesimo e alla monarchia.

### IlFilosofismo
Filosofismo è il termine usato da Barruel all'interno delle Mémoires per fare riferimento alla falsa filosofia dei Philosophes. Concetto nato negli ambienti cattolici anti-illuministi, si diffuse nell'uso comune grazie all'opera di Barruel. Si riferiva ai principi condivisi dai Philosophes, dai massoni e dagli Illuminati. Barruel definiva il filosofismo "l'errore di ogni uomo che, riducendo tutto alla propria ragione, rifiuta in materia religiosa ogni altra autorità che non sia quella del lume naturale: è l'errore di ogni uomo che nega la possibilità di qualsiasi Mistero inconcepibile alla sua ragione, di chi, con il pretesto di difendere la libertà, i "diritti" della ragione e l'uguaglianza di questi diritti in tutti gli uomini, mina alla base la stabilità, la struttura e il tessuto stesso della religione Cristiana".
Il termine ebbe un'influenza duratura, tanto che alla fine del XVIII secolo era diventato di uso comune nelle riviste conservatrici per fare riferimento ai sostenitori della Rivoluzione. Queste riviste accusavano coloro che praticavano la "filosofia" di essere persone senza principi o rispetto per l'Autorità. Si trattava di scettici che non credevano né nella monarchia né nella Chiesa ed erano, quindi, privi di qualunque principio. L'uso del termine divenne pervasivo nella Anti-Jacobin Review e contribuì alla diffusa convinzione che esistesse un legame stretto tra illuministi e rivoluzionari. Il "filosofo" divenne, pertanto, un potente strumento della retorica controrivoluzionaria e anti-giacobina.

### I protagonisti della cospirazione
Barruel individuava i magguori protagonisti della cospirazione contro il Cristianesimo e lo Stato. Voltaire era il capo della cospirazione, d'Alembert l'esponente di punta, Federico II il protettore e Diderot l'avanguardia. Voltaire era alla testa della cospirazione grazie agli stretti rapporti che era riuscito a tessere con i vertici della società europea. La sua attenzione era rivolta ai re e ai ministri di alto rango. D'Alembert lavorava dietro le quinte e tra i membri della media borghesia francese. Approfittava del suo ruolo nelle accademie per iniziare nuovi seguaci alla cospirazione. Barruel prende in esame la corrispondenza tra Voltaire e d'Alembert e la usa come prova della loro trama per rovesciare la società. Sottilinea il fatto che coloro che egli identificava come i leader del complotto usavano nomi segreti nella loro corrispondenza privata. Voltaire era "Raton", d'Alembert "Protagora", Federico II "Luc" e Diderot "Platone". Barruel pensava che la cospirazione si estendesse ben oltre questo piccolo gruppo di filosofi. Credeva che la corte di Luigi XV fosse un ricettacolo di volterriani. Questo gruppo comprendeva il marchese d'Argenson che "ha concepito il piano per la distruzione di tutti gli ordini religiosi in Francia", il Duca de Choiseul "il più empio e dispotico dei ministri", "amico e confidente di d'Alembert", l'Arcivescovo Étienne-Charles de Loménie de Brienne, "protettore della cospirazione".
Secondo Barruel, questo gruppo di leader influenti avrebbe lavorato insieme ad una serie di adepti che avrebbero sostenuto la cospirazione. L'adepto più importante era, secondo Barruel, Nicolas de Condorcet. Barruel definisce Condorcet "il più risoluto degli atei". Condorcet era importante perché incarnava tutto ciò che Barruel considerava il cuore della cospirazione. Era un massone, associato ai Philosophes e destinato a diventare una figura di primo piano della rivoluzione. Barruel elenca fra i membri della "sinagoga dell'empietà" anche il Barone d'Holbach, Buffon, La Mettrie, Raynal, l'abbé Yvon, l'abbé de Prades, l'abbé Morrelet, La Harpe, Marmontel, Bergier e Duclos.

## Le tecniche argomentative di Barruel
Pur essendo un apologeta dello status quo politico e religioso, Barruel si presenta come una figura neutrale nel dibattito che circonda la Rivoluzione. La sua tattica consiste nel citare una serie di documenti accompagnati da commenti che difendono con efficacia le sue posizioni. Se anche il lettore delle Mémoires nutrisse qualche dubbio sulle conclusioni di Barruel, alla fine sarà sopraffatto dal peso delle prove portate contro l'illuminismo e i movimenti rivoluzionari. L'ostilità di Barruel verso le idee rivoluzionarie e illuministe viene efficacemente nascosta dietro una neutralità di facciata. Isolando singoli passaggi e citandoli fuori dal loro contesto (tattica del resto utilizzata anche dai suoi avversari), Barruel presenta le sue argomentazioni in maniera convincente. Compensando la qualità con la quantità Barruel persuase molti dei suoi contemporanei ad adottare il suo punto di vista. Le Mémoires sono costruite secondo ragione e Barruel tenta di usare lo strumento principe dell'Illuminismo al fine di determinarne la definitiva disfatta.

## Ricezione
Barruel non fu il primo a individuare l'origine della Rivoluzione in un complotto ordito dai philosophes. Già alla fine dell'agosto del 1789 l'ambasciatore veneziano a Parigi Antonio Capello aveva attribuito nei suoi dispacci la responsabilità principale delle vicende francesi agli spiriti forti, interpretazione ripresa da Domenico Caminer nel t. VI (1789) del Prospetto degli affari attuali d'Europa e assurta quindi a luogo comune, in Francia come in Italia. L'anonimo autore del pamphlet Lo Stato pontificio agli altri incliti co-Stati d'Italia (1797) - per fare solo un esempio tra tanti - riteneva che l'Assemblea Nazionale fosse «invasata da quello spirito filosofico di questo secolo, che non tende nientemeno che a mettere a soqquadro tutti gli imperj e formare dell'Europa un campo vastissimo di ruine e di massacri» (DC, pp. 416–17). L'ex gesuita lussemburghese François-Xavier de Feller (1735-1802), uno dei più noti antiphilosophes, aveva chiamato questa cospirazione mondiale «l'empire du philosophisme».
L'opera di Barruel, tuttavia, si distingue dai tentativi precedenti di svelare il complotto alle origini della Rivoluzione, per la serietà della ricerca e l'ampiezza della documentazione.
Il lavoro di Barruel divenne immediatamente molto influente e fu impossibile ignorarlo. I massoni francesi, tedeschi e inglesi contestarono le sue affermazioni, sviluppando una voluminosa letteratura polemica. Anche i suoi critici furono costretti a prenderlo seriamente e tentarono di confutare i suoi argomenti. Le Mémoires furono lette e discusse a lungo da importanti figure letterarie e filosofiche.
Edmund Burke, celebre filosofo politico inglese, rimase favorevolmente impressionato dal modo in cui l'opera di Barruel descriveva la connessione tra Illuminismo e Rivoluzione Francese. In una lettera a Barruel, Burke gli espresse la sua profonda ammirazione: "Non posso facilmente esprimervi quanto sono felice del primo volume della vostra Storia del Giacobinismo". Burke elogiò Barruel per avere sostenuto "tutta la sua meravigliosa narrazione" con documenti e prove che hanno una "regolarità ed esattezza più che giudiziarie." Alla fine della lettera Burke aggiunse: "Ho dimenticato di dire che io stesso ho conosciuto di persona cinque dei vostri principali cospiratori; e posso impegnarmi a dire, sulla base della mia personale esperienza, che fin dal 1773 erano impegnati nella trama che voi avete descritto così bene, e nel modo e con le tattiche che voi avete esposto in maniera così veritiera. Di questo posso parlare come testimone."
Altri si ispireranno rapidamente alle argomentazioni di Burke e Barruel. In Inghilterra, lo scienziato scozzese John Robison pubblicò Proofs of a Conspiracy against All the Religions and Governments of Europe (Prove di una cospirazione contro tutte le religioni e governi d'Europa). L'opera, pubblicata nel 1798, descriveva la cospirazione che coinvolgeva i filosofi, i Massoni e gli Illuminati e il loro desiderio di "sradicare tutte le istituzioni religiose e rovesciare tutti i governi esistenti in Europa". L'opera di Robison è considerata meno dettagliata, ma al contempo più raffinata rispetto alle Mémoires di Barruel. Nonostante le differenze, Robison sostiene tesi analoghe a quelle di Barruel. Lo stesso Barruel commentò le somiglianze tra i due scritti, affermando: "Senza saperlo, abbiamo combattuto per la stessa causa con le stesse armi, e abbiamo seguito la stessa pista". I due scrittori usavano argomentazioni molto simili e giungevano ad analoghe conclusioni. I due loro libri furono all'origine di una letteratura anti-illuminista e anti-rivoluzionaria basata sulle stesse tesi.
Nonostante l'iniziale popolarità del libro, i contemporanei di Barruel respinsero presto le conclusioni della sua opera. Jean-Joseph Mounier, membro dell'Assemblea nazionale costituente e protagonista del primo periodo della rivoluzione francese, sostenne che la Rivoluzione era stata provocata dal fallimento delle autorità costituite nel gestire le crisi che si erano verificate nell'ultima fase dell'Ancien Régime. Incolpò i Parlamenti della Francia per aver tentato di rivaleggiare col re e lo spirito di intolleranza del paese. Mounier credeva che la Rivoluzione fosse il risultato di tensioni sociali e politiche e non il parto di una cospirazione pianificata. Anche Joseph de Maistre, famoso teorico della controrivoluzione, non accettò la teoria della cospirazione di Barruel. In un breve trattato in cui confutava le Mémoires definì le accuse di Barruel "sciocche" e "false". de Maistre respingeva l'idea che i Massoni fossero i responsabili della Rivoluzione (forse perché lui stesso era membro della massoneria) e non credeva che gli illuminati fossero così potenti come Barruel li descriveva.

## Eredità
La ricostruzione che Barruel fa della rivoluzione, che incolpa alcune persone e indica un'unica causa dei fatti dell'89, è stata respinta dalla maggioranza degli studiosi, poiché il concetto di "cospirazione" è ai margini della ricerca storiografica. Tuttavia, le Mémoires conservano un importante significato storico. Amos Hofman ha sostenuto che il lavoro di Barruel "potrebbe essere il primo tentativo sistematico di discutere il ruolo della cospirazione in una rivoluzione". La teoria della cospirazione è uno strumento utilizzato da Barruel nel tentativo di screditare la "politica pubblica" ovvero la politica basata sul sostegno dell'opinione pubblica. Hofman mostra come Barruel cercasse di dimostrare che la politica pubblica, voluta sia dai Philosophes che dai rivoluzionari, non poteva in effetti esistere in quanto era un'illusione progettata per creare sostegno al loro desiderio privato di controllare la Francia. La teoria della cospirazione di Barruel è importante come "reazione a un problema che era al centro della lotta ideologica durante la seconda metà del XVIII secolo - il problema dell'ascesa dell'opinione pubblica come fattore politico che doveva essere preso in considerazione dai leader della società ".
Secondo la storica statunitense Margaret Jacob le Mémoires "offrono un punto di partenza per comprendere il rapporto tra l'illuminismo continentale, come fu vissuto nei vari club, nelle società segrete e nelle logge nel XVIII secolo, e lo scoppio delle rivoluzioni democratiche alla fine degli anni 1780 ad Amsterdam, Bruxelles, e soprattutto a Parigi."
La polemica di Barruel è una fonte importante per  comprendere la mentalità degli oppositori della Rivoluzione francese e la loro interpretazione delle origini ideologiche della Rivoluzione. Inoltre, Barruel è considerato il padre delle moderne teorie del complotto. Le Mémoires contengono tutti gli elementi, che continuano a caratterizzare le odierne teorie di cospirazione, tra le quali la tesi secondo cui un gruppo nascosto stia orchestrando gli eventi del mondo da dietro le quinte.

### Edizioni
(elenco parziale)
- (EN)  Barruel, Abbé Augustin, Memoirs Illustrating the History of Jacobinism, Hartford, Hudson & Goodwin, 1799.
- Memorie per la storia del giacobinismo, 1802
- Memorie per servire alla storia del giacobinismo, Napoli, 1850.
- Storia del giacobinismo. Massoneria e illuminati di Baviera, Carmagnola, trad. Pietro Barbiè, 1852; riedito con una prefazione di Albert Cesaro Ambesi, Carmagnola, G. Oggero, 1989.
- Gli Illuminati di Baviera, Oscar Mondadori, Milano 2004, ISBN 88-04-53804-X.